# Kepler-419c
Kepler-419c (còn được gọi là KOI-1474.02) là một siêu hành tinh sao Mộc quay quanh khu vực có thể ở được của ngôi sao Kepler-419, ngoài cùng của hai hành tinh như vậy được phát hiện bởi tàu vũ trụ Kepler của NASA. Nó nằm cách khoảng 3.400 năm ánh sáng từ Trái Đất trong chòm sao Thiên Nga.

## Đặc điểm

### Khối lượng, bán kính và nhiệt độ
Kepler-419c là một siêu sao Mộc, hành tinh này có bán kính và khối lượng lớn hơn sao Mộc. Nó có nhiệt độ 250 K (−23 °C; 10 °F), mát hơn một chút so với nhiệt độ cân bằng của Trái Đất. Nó có khối lượng 7,2 MJ và bán kính có khả năng khoảng 1,05 RJ, dựa trên khối lượng cao của nó.

### Sao chủ
Hành tinh này quay quanh một ngôi sao (loại F) có tên Kepler-419. Ngôi sao có khối lượng 1,39 M☉ và bán kính 1,75 R☉. Nó có nhiệt độ bề mặt 6430 K và 2,8 tỷ năm tuổi. So với, Mặt trời khoảng 4,6 tỷ năm tuổi và có nhiệt độ bề mặt là 5778 K.
Độ sáng của nó từ góc nhìn của Trái Đất, là 12. Nó quá mờ để có thể nhìn thấy bằng mắt thường.

### Quỹ đạo
Kepler-419c quay quanh ngôi sao chủ của nó với 270% độ sáng của Mặt trời (2,7 L☉) cứ sau 675 ngày (khoảng 1,84 năm) ở khoảng cách 1,61 AU (so với khoảng cách quỹ đạo của Sao Hỏa, là 1,52 AU). Nó có quỹ đạo hơi lệch tâm, với độ lệch tâm là 0,184. Nó nhận được khoảng 95% lượng ánh sáng Mặt trời.

## Môi trường sống
Kepler-419c ở trong vùng có thể sống được của ngôi sao mẹ. Hành tinh này, với khối lượng 7,28 MJ, quá lớn để có thể kết luận là đá, và vì điều này, bản thân hành tinh này có thể không thể sống được. Tuy nhiên, Kepler-419c được liệt kê là một trong những ứng cử viên có thể chứa các mặt trăng có thể ở được, trong đó với áp suất và nhiệt độ khí quyển phù hợp, nước lỏng có thể tồn tại trên bề mặt mặt trăng này.

## Phát hiện
Vào năm 2009, tàu vũ trụ Kepler của NASA đã hoàn thành việc quan sát các ngôi sao trên quang kế của nó, công cụ mà nó sử dụng để phát hiện các sự kiện đi qua, trong đó một hành tinh đi qua phía trước và làm mờ ngôi sao chủ của nó trong một khoảng thời gian ngắn và gần như đều đặn.
Trong thử nghiệm cuối cùng này, Kepler đã quan sát 50000 ngôi sao trong Danh mục của Kepler, bao gồm Kepler-419, các đường cong ánh sáng sơ bộ được gửi đến nhóm khoa học Kepler để phân tích, người đã chọn những ngôi sao đồng hành từ chùm ảnh để theo dõi tại các đài quan sát. Các quan sát cho các ứng cử viên hành tinh ngoài hệ Mặt trời tiềm năng diễn ra trong khoảng thời gian từ ngày 13 tháng 5 năm 2009 đến ngày 17 tháng 3 năm 2012. Sau khi quan sát, hành tinh đầu tiên, Kepler-419b, đã được công bố.